# Casa Regàs
La Casa Regàs és una obra de Girona inclosa a l'Inventari del Patrimoni Arquitectònic de Catalunya.

## Descripció
És un edifici de planta baixa i dos pisos, de planta rectangular, amb accés descentrat de la façana de composició simètrica, al costat esquerre. La porta és de brancals i llinda d'arc rebaixat de pedra polida i treballada. La simetria es forma respecte a una galeria volada al primer pis, volada per tres esglaonats d'obra vista que coincideixen amb sengles finestres a planta baixa, excepte a la porta d'entrada. Al segon pis hi ha tres finestres que donen a la terrassa. La façana és d'obra vista amb esgrafiats al laterals de les obertures de segon pis. Les obertures de planta baixa tenen reixes de forja i, en general, persianes de llibrets.
La façana es clou amb un remat de pedra polida.